# Жук, Виктор Васильевич
Виктор Васильевич Жук (укр. Віктор Васильович Жук; 1 апреля 1937, село Ружичанка Хмельницкого района Хмельницкой области — 19 апреля 2002) — украинский государственный деятель, депутат Верховной Рады Украины I созыва (1990—1994).

## Биография
Родился 1 апреля 1937 года в селе Ружичанка Хмельницкого района Хмельницкой области в семье крестьян.
Участвовал в освоении целинных и залежных земель.
В 1959 году окончил Львовский сельскохозяйственный институт по специальности инженер—механик.
В 1959—1963 годах — старший экономист-плановик, инженер-контролер, заведующий ремонтной мастерской Ремонтно-технической станции села Клишковцы Хотинского района Черновицкой области.
В 1963—1968 годах — заведующий ремонтной мастерской, главный инженер, управляющий Мамалашским отделением "Сельхозтехники" Новоселицкого района Черновицкой области.
В 1968—1973 годах — управляющий Новоселицкий районным отделением "Сельхозтехники".
В 1973—1980 годах — секретарь, второй секретарь Новоселицкого РК КПУ.
В 1980 году — инструктор отдела оргпартработы Черновицкого ОК КПУ.
В 1980—1983 годах — председатель исполкома Сторожинецкого районного Совета.
В 1983—1991 годах — Первый секретарь Сторожинецкого РК КПУ.
Член КПСС в 1966-1991 годах, член РК, ОК КПУ; депутат районного и областного Советов.
В 1990 году был выдвинут кандидатом в Народные депутаты Украины трудовым коллективом колхоза "Большевик".
В марте 1990 года был избран депутатом Верховной Рады Украины I созыва от Сторожинецкого избирательного округа № 436 (Черновицкая область). Сопредседатель группы «За социальную справедливость», член группы "Аграрии". Член Комиссии Верховной Рады Украины по вопросам строительства, архитектуры и жилищно-коммунального хозяйства.
Член КПУ. Работал консультантом фракции КПУ в Верховной Раде Украины. Жил в городе Сторожинец Черновицкой области.
31 марта 2002 года был избран депутатом Верховной Рады Украины IV созыва по многомандатному общегосударственному округу от Коммунистической партии Украины (№ 47 в списке), но принять присягу, назначенную на 14 мая 2002 года, так и не успел.
Умер 19 апреля 2002 года.

## Награды
- Орден Трудового Красного Знамени.
- Орден «Знак Почёта».
- 3 медали.